# تسريب ملفات خليج غوانتانامو
تسريب ملفات خليج غوانتانامو (المعروف أيضًا باسم ملفات غوانتانامو) بدأ في 25 أبريل 2011، وذلك عندما بدأ موقع ويكيليكس والعديد من المنظمات الإخبارية المستقلة نشر 779 وثيقة كانت سرية سابقًا تتعلق بالمعتقلين في معتقل غوانتانامو الأمريكي الذي أنشئ عام 2002 بعد الحرب على أفغانستان في عام 2001. وتتضمن الوثائق تقييمات سرية ومقابلات ومذكرات داخلية عن المعتقلين، والتي كتبتها قوة المهام المشتركة التابعة للبنتاجون، والتي يقع مقرها في قاعدة غوانتانامو البحرية. وتم ختم هذه الوثائق بالختم «سري» وNOFORN (معلومات لا يمكن مشاركتها مع ممثلي الدول الأخرى).
تشير التقارير الإعلامية حول هذه الوثائق إلى أن أكثر من 150 شخصًا بريئًا من الأفغان والباكستانيين، منهم مزارعون وطهاة وسائقون، قد احتجزوا لسنوات دون توجيه اتهامات لهم. كما تكشف الوثائق أيضًا أن بعضًا من المعتقلين الأصغر والأكبر سنًا على حد سواء في السجن، والذين من بينهم محمد صادق وهو شيخ يبلغ من العمر 89 عامًا ونقيب الله وهو صبي في عمر الرابعة عشر، كانوا يعانون من أمراض نفسية وحالة جسدية هشة. وتتضمن الملفات بيانات من خالد شيخ محمد، الذي خطط لأحداث 11 سبتمبر 2001، والذي قال إن القاعدة تمتلك قدرة نووية سوف تستخدمها للرد على أي هجوم على أسامة بن لادن. وتكشف الملفات أيضًا مصير الإرهابي المطلوب مصطفى محمد فضيل، والذي أزيل اسمه بشكل سري من قوائم الإرهابيين الأكثر طلبًا في 2005 لدى مكتب التحقيقات الفدرالي.

## مصدر التسريب
ذكرت صحيفة نيو يورك تايمز أنها تلقت الوثائق من مصدر مجهول غير ويكيليكس، وشاركتها مع غيرها من الوكالات الإخبارية مثل إن بي أر وجارديان. وأشارت ويكيليكس على تويتر أن المصدر قد يكون دانيال دومسشيت-بيرغ، أحد الشركاء السابقين. وأشار موقع ويكيليكس أن «شريكنا الأول، صحيفة دايلي تيليغراف، قد نشرت ملفات غوانتانامو في تمام الساعة 01:00 بتوقيت جرينتش، أي قبل صحيفة نيويورك تايمز أو الجارديان بساعات طويلة». وتكهنت رويترز أن المصدر الأصلي لهذا التسريب برادلي مانينغ، وهو جندي أمريكي اعتقل بتهمة تسريب مواد أخرى إلى ويكيليكس. وذكرت الجارديان أن ملفات «غوانتانامو هي مجموعة البيانات الخامسة (والأخيرة تقريبًا) التي أضرت بالجندي مانينغ، والتي تم تحويلها إلى موقع ويكيليكس قبل عام من الآن.» وقبل تسريب مانينغ المزعوم، كان قد سبق الحديث وأشيع أن ويكيليكس لديها ملفات غوانتانامو.
على الصعيد ذاته، ذكرت وزارة العدل الأمريكية (DOJ) أن الوثائق ظلت سرية من الناحية القانونية على الرغم من التسريبات. وأبلغت المحامين الذين يمثلون معتقلين في غوانتانامو أنه من غير المسموح لهم قراءة الوثائق التي نشرتها نيو يورك تايمز وغيرها من وسائل الإعلام الكبرى.
وأصدرت الحكومة الأمريكية بيانًا جاء فيه: "من المؤسف أن صحيفة  نيو يورك تايمز ومؤسسات إعلامية أخرى قد اتخذت قرارها بنشر وثائق عديدة حصلت عليها بشكل غير قانوني من موقع ويكيليكس بشأن معتقل غوانتانامو." ويبدو أن الوثائق هي "مذكرات تقييم المعتقلين" (DABs) وقد تمت كتابتها بين عامي 2002 و2009، وأنها قد تمثل الرأي الحالي للمعتقل أو قد لا تمثله."

## العناصر البارزة
أشارت الجارديان أنه على الرغم من ادعاء الحكومة باعتقال المليشيات الخطيرة، فإن الملفات، والتي تشمل تقريبًا جميع السجناء المحتجزين منذ عام 2002، قد كشفت التركيز على احتجاز أشخاص لاستخراج المعلومات. وعلى الرغم من أن تقييم العديد من السجناء قد أظهر أنهم لا يشكلون تهديدًا للأمن، فقد اعتقلوا لفترات طويلة.
وأظهرت الملفات أن ما يقرب من 100 معتقل قد تم تشخيص إصابتهم بأمراض الكآبة أو الذهان. وحاولت الولايات المتحدة الاحتفاظ بالرعايا البريطانيين والمقيمين بصفة قانونية مثل جمال الحارث وبنيام محمد، لقيمتهم الاستخباراتية، على الرغم من أن عملاءها عرفوا أنهم لم يكونوا أعضاء في طالبان أو تنظيم القاعدة، كما أن محمدًا قد تعرض للتعذيب، لذلك فإن أي «دليل» قدمه أصبح مشكوكًا في صحته بسبب تلك الحقيقة.
كما أشارت جارديان إلى أن الملفات قد كشفت عن أن الولايات المتحدة تعتمد بقوة على أدلة حصلت عليها من عدد قليل نسبيًا من المعتقلين، ومعظمهم ممن تعرضوا للتعذيب. وقدم أحد المعتقلين ادعاءات ضد أكثر من 100 معتقل آخرين، وقد كانت كثيرة لدرجة أنه ينبغي الاشتباه بها. وأصدرت الولايات المتحدة توجيهات للمحققين تعتمد على افتراضات بالتهديد على أساس أفكار واهية - من خلال التردد على مساجد معينة، وزيارة بعض بيوت الضيافة في باكستان وأفغانستان، وغيرها من العناصر.
وكشفت ملفات غوانتانامو أن سامي الحاج، الصحفي والمصور بقناة الجزيرة، قد تعرض للاعتقال من 2002 وحتى 2008 حتى يتمكن المسؤولون الأمريكيون من استجوابه حول شبكة الأخبار. ووفقًا للملف، فإنه اعتقل «لتقديم معلومات عن... برنامج تدريب شبكة قناة الجزيرة، وأجهزة الاتصالات، وعمليات جمع الأخبار في الشيشان وكوسوفو وأفغانستان، وكذلك لاقتناء الشبكة شريط فيديو خاص بـ [أسامة بن لادن] وإجراء مقابلة معه». وتم اعتبار سامي الحاج أنه ذو «خطورة عالية، ومن المرجح أن يشكل تهديدًا للولايات المتحدة ومصالحها وحلفائها» و«ذو قيمة استخباراتية عالية».
وقال سامي الحاج إنه تعرض للضرب والاعتداء الجنسي أثناء الاعتقال. وذكر محاميه كلايف ستافورد سميث، المدير القانوني أيضًا لمنظمة ريبريف (Reprieve) البريطانية، أن الولايات المتحدة قد حاولت إجبار الحاج على أن يصبح مخبرًا ضد أرباب عمله.

### تهديد خالد شيخ محمد
ذكرت وثائق أخرى أن خالد شيخ محمد، المخطط لـ أحداث 11 سبتمبر 2001، قال إنه إذا كان أسامة بن لادن قد أسر أو قتل على يد حلفاء الولايات المتحدة، فإن خلية نائمة من خلايا تنظيم القاعدة سوف تفجر "سلاح دمار شامل" في "مكان سري" في أوروبا. وقال إن هذا الموقع سوف يكون عاصفة جحيم نووية". وبحلول مارس 2003، كان خالد شيخ محمد قد تعرض للإغراق إلى حد الاختناق 183 مرة على الأقل على يد وكالة الاستخبارات المركزية، التي أبقته في الحبس حتى سبتمبر 2006، عندما تم نقله إلى غوانتانامو. اعتبارًا من أبريل  2013، لم يقع أي هجوم مماثل في أعقاب مقتل أسامة بن لادن في مايو 2011. وقد تعهد تنظيم القاعدة بالانتقام.

## ردود الفعل
قالت ويكيليكس إنه ينبغي على القراء، كما هو الحال مع منشورات سابقة تحظى على الأقل بنفس أهمية مضمون الوثائق المنشورة، ملاحظة رد فعل جميع وكالات الأخبار. فعلى سبيل المثال، اقترح موقع ويكيليس «[مقارنة] الفقرة الأولى من هذين الخبرين حول الشيء نفسه» من خلال قناتي بي بي سي وسي إن إن.
افتتحت بي بي سي خبرها بالبيان التالي:
في حين ذكرت سي إن إن:
لاحظ العديد من الصحفيين وجود تباين بين وسائل الإعلام الأجنبية والأمريكية، ومن بينهم غلين غرينوالد الذي يعمل بموقع صالون (Salon). ووصف الاختلافات بأنها «صارخة، ويمكن التنبؤ بها وكاشفة». «وقد سلطت الصحف الأجنبية الضوء على الكيفية التي تظهر بها هذه الوثائق تصرفات الولايات المتحدة والتي تبدو قمعية جدًا وغير عادلة، في حين قللت الصحف الأمريكية من شأن هذه الحقيقة.»

## وصلات خارجية
- The Guantanamo Files by WikiLeaks